# Dendronephthya rosea
Dendronephthya rosea är en korallart som beskrevs av Kükenthal 1895. Dendronephthya rosea ingår i släktet Dendronephthya och familjen Nephtheidae. Inga underarter finns listade i Catalogue of Life.